# Rendui (sockenhuvudort i Kina, Tibet Autonomous Region, lat 30,07, long 89,10)
Rendui (kinesiska: 仁堆, 仁堆乡) är en sockenhuvudort i Kina. Den ligger i den autonoma regionen Tibet, i den sydvästra delen av landet, omkring 200 kilometer väster om regionhuvudstaden Lhasa. Antalet invånare är 1 356. Befolkningen består av 694 kvinnor och 662 män. Barn under 15 år utgör 24,0 %, vuxna 15-64 år 70 %, och äldre över 65 år 5,0 %.
Runt Rendui är det glesbefolkat, med 8 invånare per kvadratkilometer. Närmaste större samhälle är Pundam, 18,8 km söder om Rendui. Trakten runt Rendui består i huvudsak av gräsmarker.
Genomsnittlig årsnederbörd är 589 millimeter. Den regnigaste månaden är juli, med i genomsnitt 168 mm nederbörd, och den torraste är november, med 2 mm nederbörd.